# Michel Tonon
Michel Tonon, né le 16 octobre 1957, est un joueur français de rugby à XV évoluant aux postes de troisième ligne aile ou centre et un homme politique français.
Il est élu maire de Salon-de-Provence en 2002 à la suite du décès de François Blanc (d). Il est professeur agrégé d'éducation physique et sportive et enseigne à l'Université Aix-Marseille (AMU).

## Carrière sportive
Professeur agrégé d'éducation physique et sportive en provenance du RRC Nice, il signe avec l'AS Montferrand en 1982. Il reste cinq saisons avec le club auvergnat disputant un total de 91 rencontres en tant que capitaine.Il remporte le Challenge Yves du Manoir en 1986 lorsque l'AS Montferrand bat le FC Grenoble sur le score de 22 à 15. Il obtient ce trophée un an après avoir échoué en finale contre le RRC Nice, son ancien club. International junior puis, International A', il joue à 3 reprises en équipe de France A .

### Palmarès
- Challenge Yves du Manoir :
  - Vainqueur (1) : 1986
  - Finaliste (1) : 1985

## Carrière politique
Membre du Parti socialiste, il devient maire de Salon-de-Provence le 25 avril 2002, à la suite du décès de François Blanc (d) élu en 2001, puis conseiller général des Bouches-du-Rhône (canton de Salon-de-Provence) en 2008. Il est également président de l'Agglopole Provence. Il est réélu en 2008 face au candidat LR, Nicolas Isnard. 
Il souhaite se présenter aux élections législatives de 2012 mais la direction du parti parachute Olivier Ferrand, qui est élu mais meurt peu après. Michel Tonon est alors exclu du PS pour son opposition à ce processus.
Il perd la mairie en 2014 face à Nicolas Isnard (d). Il crée alors l'association Générations Salon en vue d'une éventuelle présentation de son parti aux prochaines municipales, mais ne se présente finalement pas.